# 安杰拉·查默斯
安杰拉·查默斯（英語：Angela Chalmers，1963年9月6日—），加拿大女子田径运动员。她曾代表加拿大参加1988年和1992年夏季奥林匹克运动会田径比赛，其中1992年奥运会获得一枚铜牌。